# Echinocythereis mirabilis
Echinocythereis mirabilis är en kräftdjursart som först beskrevs av Brady 1868.  Echinocythereis mirabilis ingår i släktet Echinocythereis, och familjen Trachyleberididae. Arten är reproducerande i Sverige.